# 쥬니어는 문제아 2
《쥬니어는 문제아 2》(영어: Problem Child 2)는 미국에서 제작된 브라이언 러밴트 감독의 1991년 블랙 코미디 영화이다. 1990년 영화 《쥬니어는 문제아》의 속편이다. 존 리터 등이 출연하였고, 로버트 사이먼즈 등이 제작에 참여하였다.
1995년 속편인 텔레비전 영화 《악동 쥬니어》(Problem Child 3: Junior in Love, 1995)가 NBC에서 방영되었다.

## 출연진
- 존 리터
- 마이클 올리버
- 러레인 뉴먼
- 에이미 얘즈벡
- 길버트 곳프리드
- 아이비앤 슈완
- 잭 워든
- 제임스 톨컨
- 샬린 틸턴
- 잭 그레니에이

## 기타 제작진
- 협력 제작: 킴 구루마다
- 배역: 밸러리 매캐프리
- 미술: 마리아 케이소